# Dammarie-sur-Loing
Dammarie-sur-Loing is een gemeente in het Franse departement Loiret (regio Centre-Val de Loire) en telt 467 inwoners (1999). De plaats maakt deel uit van het arrondissement Montargis.

## Geografie
De oppervlakte van Dammarie-sur-Loing bedraagt 21,1 km², de bevolkingsdichtheid is 22,1 inwoners per km².
De onderstaande kaart toont de ligging van Dammarie-sur-Loing met de belangrijkste infrastructuur en aangrenzende gemeenten.

## Demografie
Onderstaande figuur toont het verloop van het inwonertal (bron: INSEE-tellingen).